# Fall Out Boy's Evening Out with Your Girlfriend
Fall Out Boy's Evening Out with Your Girlfriend je album chicagské skupiny Fall Out Boy, které vyšlo v roce 2003 u labelu Uprising Records.
Toto album poté vydali znovu v roce 2005, ale u většího labelu, u kterého vyšlo i From Under the Cork Tree.

## Seznam písní
| Pořadí | Název                                                              | Délka |
| ------ | ------------------------------------------------------------------ | ----- |
| 1.     | Honorable Mention                                                  | 3:25  |
| 2.     | Calm Before the Storm                                              | 4:41  |
| 3.     | Switchblades & Infidelity                                          | 3:14  |
| 4.     | Pretty in Punk                                                     | 3:35  |
| 5.     | Growing Up                                                         | 2:48  |
| 6.     | The Worlds Not Waiting (For Five Tired Boys and a Broken Down Van) | 2:38  |
| 7.     | Short, Fast & Loud                                                 | 2:18  |
| 8.     | Moving Pictures                                                    | 3:28  |
| 9.     | Parker Lewis Cant Lose (But Im Gonna Give It My Best Shot)         | 3:18  |

## Evening Out with Your Girlfriend 2005
Album bylo znovu vydáno v roce 2005 pod zkráceným názvem, všechny songy na albu byly digitálně upraveny a měly vyšší zvukovou kvalitu.

## Zajímavosti
- Parker Lewis Cant Lose byla televizní show vysílána v letech 1990-1993
- Pretty in Punk je název odvozený od hry Pretty in Pink
- Toto je jediné album, kde nehraje na bubny Andy Hurley a Patrick Stump na kytaru. Na albu hráli neznámí členové kapely, vedoucí kytarista a bubeník.